# Émile-Jean Armel-Beaufils
Émile-Jean Armel-Beaufils (* 26. November 1882 in Rennes, Frankreich; † 21. Februar 1952 in Saint-Briac-sur-Mer, Frankreich) war ein französischer Bildhauer.

## Leben

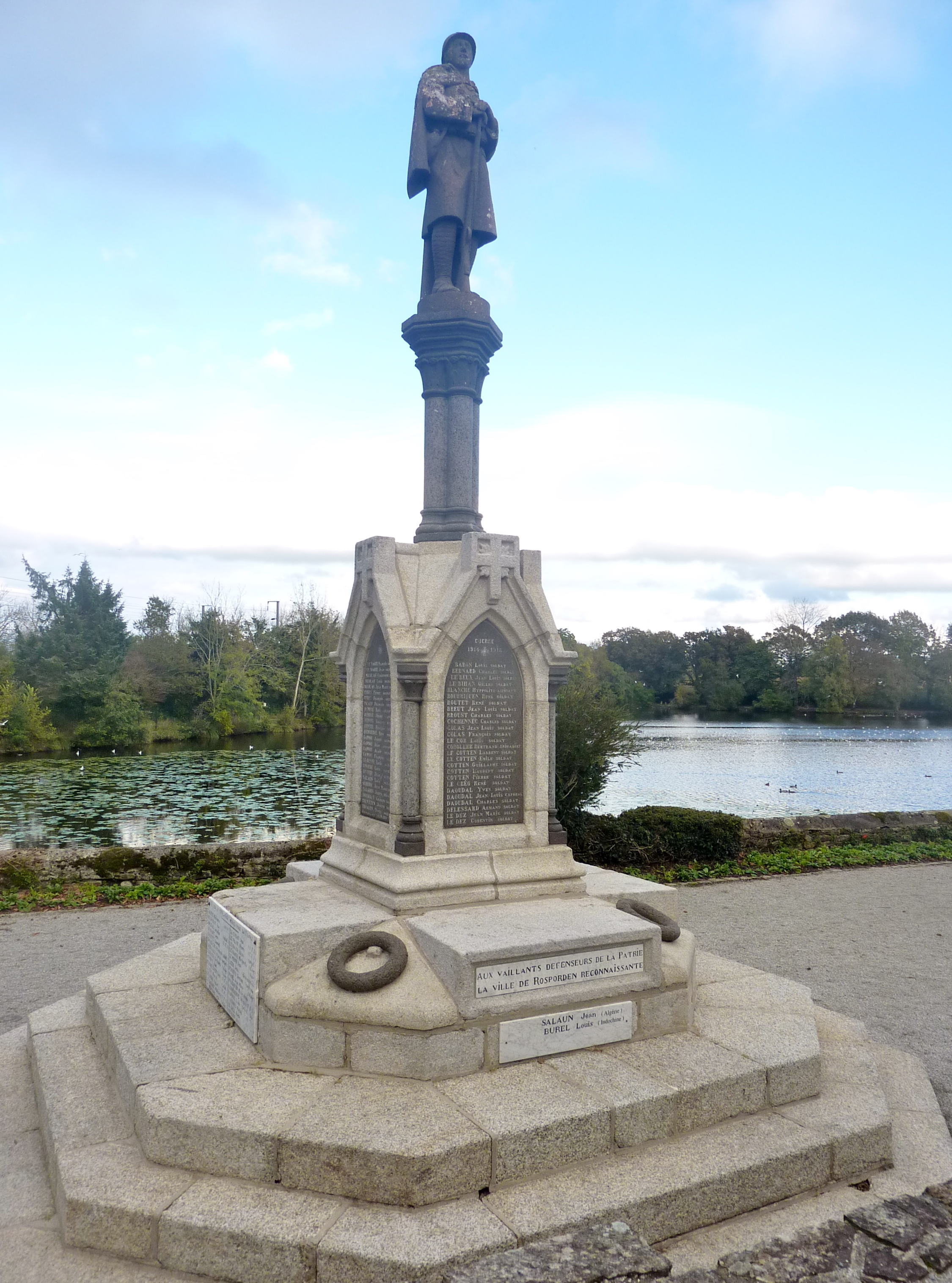
Denkmal für die Toten von Rosporden, entworfen vom Architekten Charles Chaussepied, Skulptur von Armel-Beaufils.

Armel-Beaufils begann seine Ausbildung in Fougères, die er am Lyzeum in Rennes fortsetzte. Darauf studierte er Rechts- und Literaturwissenschaften. Er belegte erst Abendkurse an der Ếcole des Beaux-Arts in Rennes, besuchte diese Schule aber dann in Vollzeit von 1902 bis 1905. Anschließend war er Schüler bei Luc-Olivier Merson, Antonin Mercié und Jules Jacques Labatut an der École des Beaux-Arts in Paris. Er stellte auf den Salons der Société nationale des beaux-arts aus und gewann dort 1914 die Bronzemedaille. 1921 wurde er mit einer Silbermedaille ausgezeichnet. 1924 waren seine Werken erstmals auf dem jährlichen Salon der Société des Artistes Français zu sehen, dort war er bis 1951 mit seinen Arbeiten präsent.
Zu Kriegsbeginn 1914 wurde Armel-Beaufils zum Militärdienst einberufen, dann aber aus gesundheitlichen Gründen freigestellt. Von 1917 und 1920 arbeitete er an mehreren Kriegsdenkmälern in der Bretagne sowie an mehreren Gedenkstätten wie Anatole Le Braz in Perros-Guirec und Aristide Briand in Saint-Briac-sur-Mer. Ab 1929 stellte er in Zusammenarbeit mit der Manufaktur Henriot in Quimper Porzellanfiguren her.
Einige von Armel-Beaufils’ Bronzen wurden von der Pariser Bildgießerei Susse Frères handwerklich umgesetzt. Er gehörte der von dem Éditeur d’art (Kunstverleger) und Bildgießer Arthur Goldscheider in den frühen 1920er Jahren gegründeten Künstlergruppe La Stèle an, deren Arbeiten Goldscheider 1925 auf der Pariser Exposition internationale des Arts Décoratifs et industriels modernes ausstellte.
Mit seiner Lebensgefährtin Susanne Duvivier (1882–1952) lebte er in Saint-Briac-sur-Mer. Die Bildhauerin arbeitete unter dem Namen Zannic Beaufils; beide arbeiteten bei einigen Projekten zusammen. Ihr bekanntestes Einzelwerk ist das Granit-Denkmal mit dem Titel Anatole Le Braz Écoutant Marc’harit Fulup in Saint-Briac-sur-Mer.

## Werke (Auswahl)
- La Ouessantine
- La fille de la pluie
- Buste de Henri Chan
- Les deux amies
- Les trois amies
- Buste de garçonnet
- Un macareux moine
- Soizig, jeune fille d’Ouessant
- Nu assis
- Le poète et la conteuse

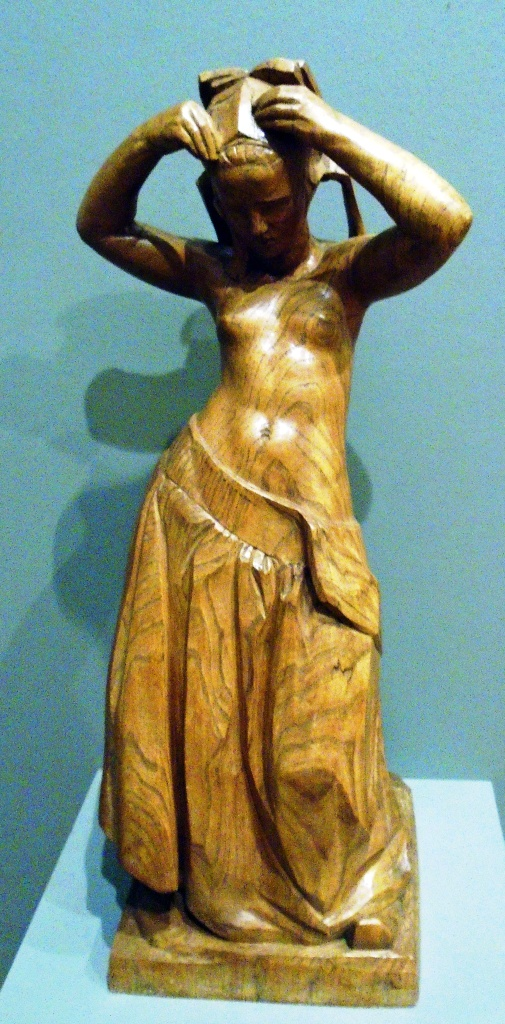
Après le pardon, Musée des Beaux-Arts (Rennes)

Im Musée des beaux-arts de Rennes werden folgende Arbeiten von Armel-Beaufils gezeigt:
- La Fée des grèves, 1942
- Buste de jeune fille – Mademoiselle Lecourbe
- Après le pardon
- Le Procès de Jeanne d’Arc
- Les Rameaux